# 知朔
知朔（？—前566年），姓不详，知氏，名朔，谥庄，荀罃的儿子。 
前566年，知朔的儿子知盈出生，不久，知朔就去世了，比父亲荀罃离世早六年。
杜预认为知盈是知朔的弟弟。杨伯峻和吴静安均根据《史记索隐》所引《世本》的材料认为杜预解释有误，知盈应是知朔的儿子。钱大法则指出知盈如果是知朔的弟弟，不应当字伯夙。